# Спинози, Лучано
Луча́но Спино́зи (итал. Luciano Spinosi; 9 мая 1950, Рим) — итальянский футболист, защитник.
Его брат Энрико также был футболистом.

## Карьера

### Игрока

#### В клубах
В начале карьеры Лучано Спинози выступал за клуб «Тевере Рома». Сначала он играл за молодёжный состав, а затем провёл два матча в основе. В 1967 Спинози перешёл в «Рому». Провёл в её составе в Серии A 37 матчей, забил 4 гола, после чего ушёл в «Ювентус». С туринским клубом Лучано стал пятикратным чемпионом Италии, обладателем Кубка страны и Кубка УЕФА. Всего за команду в официальных турнирах Спинози сыграл 241 матч и забил 4 мяча. В 1978 он вернулся в «Рому». Выиграл с ней два Кубка Италии и через 4 года ушёл в «Эллас Верону». В этом клубе Лучано провёл один сезон, столько же как и позже в «Милане» и «Чезене». Завершил карьеру в 1985 году.

#### В сборных
С 1969 по 1971 год Лучано играл за молодёжную сборную Италии. В основной команде он дебютировал 9 июня 1971 в отборочном матче на чемпионат Европы против Швеции. Участник чемпионата мира 1974 года, на этом турнире Спинози сыграл 3 матча. Всего за сборную Лучано провёл 19 матчей и забил 1 гол в свои ворота.

### Тренера
Сразу после завершения карьеры Спинози возглавил молодёжную команду «Ромы». В 1989 он руководил основным составом римлян. Также Лучано был главным тренером в «Лечче» и «Тернане». Позже был ассистентом главного тренера в «Сампдории», «Лацио» и «Ливорно».

## Достижения
«Рома»
- Обладатель Кубка Италии (3): 1968/69, 1979/80, 1980/81

 «Ювентус»
- Чемпион Италии (5): 1971/72, 1972/73, 1974/75, 1976/77, 1977/78
- Обладатель Кубка УЕФА: 1976/77
- Обладатель Кубка Италии: 1978/79